# 卡什馬爾
卡什馬爾（波斯語：‎, Kāshmar）是伊朗的城市，位於該國東北部，由禮薩呼羅珊省負責管轄，距離首府馬什哈德217公里，海拔高度1,051米。旧亦称秃儿昔思（Turshiz）、苏丹纳巴德（Sultanabad）等。市內有兩間大學。2012年人口88,401。2016年人口102282人，共31775户。

## 历史
古代是祆教中心之一，传说第一座火庙就是在卡什马尔建成。
祆教传说中的圣树卡什马尔松曾在该城中，据《列王纪》说国王古什塔斯普亲自栽种了这棵来自天堂的松树。在匝喀里亚·加兹温尼的《万物奇观》中记载称，后来这棵树于回历247年（公元861年）为哈里发穆塔瓦基勒下令砍伐作为梁木，但穆塔瓦基勒最终未能亲眼见到这棵树。因为其在运抵底格里斯河岸前就被手下的突厥士兵刺杀身亡。
1903年9月25日，发生了里氏6.5级的卡什马尔大地震。死者约200余人。

## 教育
市内有两所大学：帕亚莫·努尔大学和伊斯兰阿扎德大学卡什马尔分校。